# Oitavo Voo Experimental da SpaceX Starship
O Oitavo Voo Experimental da SpaceX Starship (Integrated Flight Test 8, ou IFT-8) foi o oitavo teste de voo de um veículo de lançamento SpaceX Starship. Ship 34 e o Booster 15 participaram deste voo de teste. O Super Heavy Booster foi capturado com sucesso pela torre de lançamento. Entretanto, durante a queima inicial da Ship 34, quatro de seus seis motores sofreram desligamentos prematuros que resultaram em perda de controle de altitude seguida por perda total de telemetria.  A queima do veículo foi observada na Flórida, nas Bahamas e no Oceano Atlântico.  Foi o segundo voo e a segunda falha de uma SpaceX Starship do Bloco 2. SpaceX abortou uma tentativa de lançamento no final da contagem no dia 3 de março de 2025.

## Contexto

### Testes do veículo antes do lançamento
Em 29 de dezembro de 2024, o Booster 15 passou por testes criogênicos. A Ship 34 foi movida para o local de testes da Massey em 15 de janeiro de 2025, pouco antes do Voo 7, onde conduziu testes criogênicos em 17 e 18 de janeiro de 2025. 
Em 8 de fevereiro de 2025, o Booster 15 foi para o OLP-A para testes de fogo estático, e o teste foi realizado no dia seguinte. Em 10 de fevereiro, o S34 foi novamente levando ao local de testes da Massey para um teste de fogo estático de longa duração,  que aconteceu no dia 11 de fevereiro e durou 58 segundos.  B15 foi transportado ao OLP-A no dia 25 de fevereiro.

### Impacto do Voo 7 no próximo lançamento
Durante o voo 7 da Starship, no dia 16 de janeiro de 2025, dados iniciais indicaram que um incêndio ocorreu no meio do voo, resultando na destruição do veículo. A suspeita inicial da SpaceX é que o incêndio foi causado por um problema no sistema de propelente, possivelmente devido ao excesso de pressão na cavidade acima da barreira de fogo dos motores.
A FAA ordenou que a SpaceX realizasse uma investigação sobre o incidente, suspendendo os voos da Starship até a conclusão da análise, o que potencialmente impactará a data de lançamento do voo 8. Elon Musk descreveu o evento como “apenas um pequeno obstáculo no caminho”, indicando que os problemas seriam resolvidos rapidamente. Musk sugeriu que um lançamento subsequente poderia ocorrer “no próximo mês”, dependendo do progresso dos testes.
No dia 24 de fevereiro de 2025, SpaceX anunciou que haviam completado a sua investigação do acidente no voo anterior. A investigação identificou melhorias necessárias nos sistemas de alimentação e ventilação, ajustes no motor Raptor e nos componentes do Starship serão feitos para prevenir falhas futuras.

## Perfil da missão
O perfil da missão para o oitavo voo experimental da Starship é semelhante ao plano do lançamento anterior, visando um mergulho no Oceano Índico e uma captura do propulsor. A missão planeja liberar quatro satélites simulacros do Starlink que também devem reentrar sobre o Oceano Índico.

### Cronograma do voo
| Time          | Event                                                                       | 3 de Março de 2025   | 6 de Março de 2025                                                                |
| ------------- | --------------------------------------------------------------------------- | -------------------- | --------------------------------------------------------------------------------- |
| −01:15:00     | Diretor de voo verifica se o carregamento de propelente está pronto         | Sucesso              | Sucesso                                                                           |
| −00:45:59     | Início do carregamento do oxidante (oxigênio líquido) da Starship           | Sucesso              | Sucesso                                                                           |
| −00:42:59     | Início do carregamento do combustível (metano líquido) da Starship          | Sucesso              | Sucesso                                                                           |
| −00:41:22     | Início da carga de combustível do booster Super Heavy (metano líquido)      | Sucesso              | Sucesso                                                                           |
| −00:35:35     | Início da carga de oxidante do booster Super Heavy (oxigênio líquido)       | Sucesso              | Sucesso                                                                           |
| −00:19:40     | Resfriamento do motor do booster Super Heavy e Starship                     | Sucesso              | Sucesso                                                                           |
| −00:03:20     | Carga de propelente da Starship concluída                                   | Sucesso              | Sucesso                                                                           |
| −00:02:50     | Carga de propelente do booster Super Heavy concluída                        | Sucesso              | Sucesso                                                                           |
| −00:00:30     | O diretor de voo verifica o lançamento                                      | Lançamento cancelado | Positivo para lançamento                                                          |
| −00:00:10     | Ativação do defletor de chamas                                              | —                    | Sucesso                                                                           |
| −00:00:03     | Ignição do motor do booster Super Heavy                                     | —                    | Sucesso                                                                           |
| +00:00:02     | Decolagem                                                                   | —                    | Sucesso                                                                           |
| +00:01:02     | Q máx. q durante a subida (momento de pico de estresse mecânico no foguete) | —                    | Sucesso                                                                           |
| +00:02:32     | Corte da maioria dos motores do booster Super Heavy (MECO)                  | —                    | Sucesso                                                                           |
| +00:02:40     | Ignição do motor da Starship e separação de estágios (estágio quente)       | —                    | Sucesso                                                                           |
| +00:02:45     | Início da queima de boostback do Super Heavy                                | —                    | Falha parcial 11 dos 13 motores ligaram                                           |
| +00:03:30     | Desligamento da queima de boostback do Super Heavy                          | —                    | Sucesso                                                                           |
| +00:03:32     | Alijamento do estágio quente                                                | —                    | Sucesso                                                                           |
| +00:06:37     | Início da queima do pouso do Super Heavy                                    | —                    | Falha parcial 12 de 13 motores religaram                                          |
| +00:06:57     | Desligamento e captura da queima do pouso do Super Heavy                    | —                    | Sucesso                                                                           |
| +00:08:44     | Corte do motor da Starship (SECO)                                           | —                    | Falhou Motores começaram a falhar aos T+08:04, telemetria foi perdida aos T+09:35 |
| +00:17:24     | Demonstração de implantação de satélites simuladores Starlink               | —                    | —                                                                                 |
| +00:37:28     | Demonstração de reacendimento do Raptor no espaço                           | —                    | —                                                                                 |
| +00:47:22     | Reentrada atmosférica da Starship                                           | —                    | —                                                                                 |
| +01:03:05     | A Starship é transônica                                                     | —                    | —                                                                                 |
| +01:04:20     | A Starship é subsônica                                                      | —                    | —                                                                                 |
| +01:06:04     | Inversão de pouso da Starship                                               | —                    | —                                                                                 |
| +01:06:06     | Queima de pouso da Starship                                                 | —                    | —                                                                                 |
| +01:06:26     | Amerrissagem da Starship                                                    | —                    | —                                                                                 |
| Fonte: SpaceX |                                                                             |                      |                                                                                   |

### Tentativa de Lançamento em 03 de Março de 2025
A Starship e a Super Heavy Booster começaram a abastecer de propelente, com a SpaceX esperando um lançamento às 23:45 UTC (5:45 PM CST). No entanto, um problema não revelado surgiu com o propulsor, com a contagem regressiva parando em T-40. A SpaceX conseguiu resolver o problema e retomar a contagem. Entretanto, o booster detectou problemas adicionais, e o lançamento foi cancelado.

### Lançamento
Após a tentativa de lançamento ser cancelada em 3 de março, a Starship e o Super Heavy decolaram da Starbase em 6 de março, com o propulsor completando sua queima de subida nominalmente. A Starship continuou a subir após a separação do estágio do propulsor, com o Super Heavy completando com sucesso sua queima de retorno. O booster então desceu e foi finalmente capturado pela plataforma de lançamento. A Starship continuou sua queima de subida, mas 4 motores (1 RVac, 3 Raptors ao nível do mar) começaram a desligar aos T+8:04, aproximadamente 30 segundos antes do SECO planejado. A Starship então perdeu o controle de atitude, e o controle da missão SpaceX confirmou que eles perderam a telemetriada nave. A nave foi observada se partindo e reentrando na atmosfera sobre a Flórida e as Bahamas vários minutos após a perda de contato. 